# Bonjudas Bondavin
Bonjudas Bondavin, né vers 1350 et mort vers 1420, est un rabbin et médecin français.
Il pratique la médecine à Marseille entre 1381 et 1389 en tant que médecin de la reine Marie de Provence. En 1390, il s'installe à Alghero, en Sardaigne.
Érudit talmudique, Bondavin devient plus tard rabbin de Cagliari. En 1409, lors la visite du roi Martin II d'Aragon sur l'île, celui-ci le fait rabbin de toute la Sardaigne.